# Kortsluitvastheid
Kortsluitvastheid is een aanduiding in de elektrotechniek om aan te geven dat een elektrische installatie voldoende bestand is tegen de gevolgen van kortsluiting. Bij een kortsluiting kunnen zeer hoge stromen optreden. Onderdelen in een elektrische installatie moeten in staat zijn deze kortsluitstroom te verdragen totdat de beveiliging (zoals een smeltveiligheid of installatieautomaat) de kortsluitstroom onderbreekt. Er wordt onderscheid gemaakt in dynamische en thermische kortsluitvastheid.

## Dynamische kortsluitvastheid
Met dynamische kortsluitvastheid wordt bedoeld dat de elektrische installatie bestand moet zijn tegen de optredende krachten als gevolg van de kortsluitstroom. Door de bijdrage van het openbare net, generatoren en motoren kan de kortsluitstroom in het begin veel groter zijn. Bepalend hierin is de piek van de optredende kortsluitstroom, de zogenaamde stootkortsluitstroom (Is). Deze treedt op in de eerste halve periode van de kortsluitstroom. 

## Thermische kortsluitvastheid
Met thermische kortsluitvastheid wordt bedoeld dat de elektrische installatie bestand moet zijn tegen de optredende temperatuurverhoging als gevolg van de kortsluitstroom. Naast de kortsluitstroom moet hierbij dus ook de tijdsduur worden meegenomen. Voor het bepalen van het thermische effect van de kortsluitstroom wordt uitgegaan van de thermische korte-duurstroom (Ith). Dit is een constante effectieve waarde die dezelfde thermische uitwerking en dezelfde tijdsduur heeft als de werkelijke kortsluitstroom.